# Pegantha sieboldi
Pegantha sieboldi är en nässeldjursart som först beskrevs av Ernst Haeckel 1879.  Pegantha sieboldi ingår i släktet Pegantha och familjen Solmarisidae. Inga underarter finns listade i Catalogue of Life.